# Guillaume-Gabriel Nivers

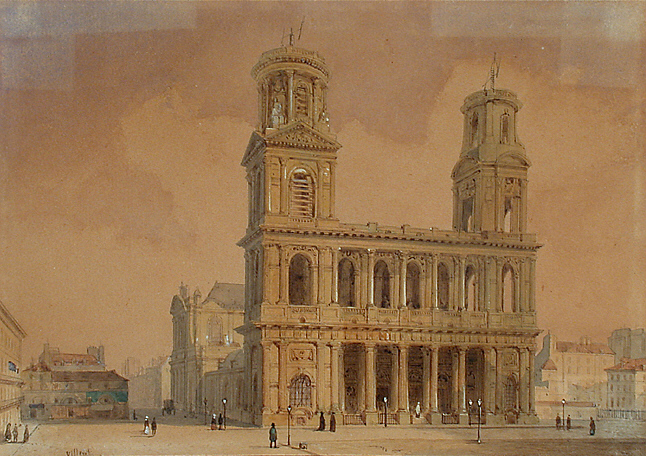
La chiesa parigina di Saint-Sulpice, dove Nivers fu organista per buona parte della sua vita

Guillaume-Gabriel Nivers /ɡiˈjom ɡabʁiˈɛl niˈvɛʁ/ (Parigi, circa 1632 – Parigi, 30 novembre 1714) è stato un organista, compositore e trattatista francese

.

## Vita e attività
Guillaume-Gabriel Nivers fu il figlio più giovane di Antoine Nivers, della comunità parigina di Saint-Paul, e della sua seconda moglie Geneviève Guignard. Si formò presso Jacques Champion de Chambonnières (1601/1611–1672) e probabilmente anche presso Henry Du Mont (1610–1684). Studiò inoltre teologia al Seminario di Saint-Sulpice. Fra il 1651 e il 1653 fu nominato organista titolare nella chiesa parigina di Saint-Sulpice, dove rimase fino al 1702. Nel 1661 conseguì all'Università di Parigi il titolo di Maître des arts. Il 21 settembre 1668 sposò Anne Esnault (morta nel 1688); l'unico figlio che ebbero, Gabriel-Joseph, fu sacerdote all'interno della Congregazione della missione e morì nel 1691. Il 19 giugno 1678 il re Luigi XIV gli affidò uno dei quattro posti di organista appena creati presso la Chapelle royale, insieme a Nicolas Antoine Lebègue (1631–1702), Jacques Thomelin (circa 1635–1693) e Jean-Baptiste Buterne (circa 1650–1727); il suo successore fu Louis Marchand (1669–1732) nel 1708. Nel 1681 divenne maestro di musica della regina, succedendo ad Henry Du Mont, e condivise questo incarico con Paolo Lorenzani (1640–1713) fino alla morte della regina avvenuta nel 1683.
Nel 1683 fece domanda per il posto di Sous-maître de la chapelle royale ("Sotto-maestro della chapelle royale"), ma senza successo; nel 1686 divenne però organista e maestro di canto alla Maison Royale de Saint-Louis a Saint-Cyr, un istituto che si prendeva cura delle figlie dei nobili caduti in disgrazia, un collegio, fondato da Luigi XIV e Madame de Maintenon (1635–1719). Qui collaborò, insieme a Jean-Baptiste Moreau (1656–1733), anche come clavicembalista alle rappresentazioni dell'Ester e dell'Atalia di Jean Racine (1639–1699). Questa occupazione passò poi nel 1704 a Louis-Nicolas Clérambault (1676–1749). Oltre a ciò, Nivers fece domanda nel 1698 per il posto di Maître de musique alla Sainte-Chapelle, ma alla fine fu nominato il suo concorrente Marc-Antoine Charpentier (1634–1704). Come organista a Saint Sulpice fu sostituito a partire dal 1702 dal nipote Jean-Baptiste Totin; anche questa occupazione passerà in seguito a Clérambault. Sebbene molto preso dagli incarichi presso la corte, Nivers rimase sempre strettamente legato alla comunità di Saint-Sulpice, nelle cui vicinanze (rue Férou) abitò inoltre fino alla morte. Qui ebbe buoni contatti con numerosi ordini religiosi, fra cui quello delle Religieuses du Saint-Sacrament, nella cui chiesa sarà poi sepolto. Fra i suoi averi lascerà fondi terrieri e una vasta biblioteca di 200 000 volumi.

## Valore dell'opera
Nivers fa parte dei più significativi organisti del suo tempo. Nella tradizione di Louis Couperin (circa 1626–1661) creò nei suoi tre Livre d'orgue dei modelli di pezzi standardizzati con specifiche indicazioni di registrazione, le quali sfruttano tutte le possibilità dell'organaria francese dell'epoca (circa cento pezzi nel primo volume, riuniti in cicli di otto/dieci pezzi); queste composizioni appartengono alle più antiche stampe di musica organistica in Francia dai tempi di Jean Titelouze (1563–1633). Fra i tipi di pezzi citati troviamo Prélude, Plein jeu, Grand jeux, Fugue grave, Fugue gaye, Duo e i versetti à deux chœrs, i più tardi precursori dei Dialogues. Solo le composizioni più tarde di Lebègue, che più si avvicinava allo stile di Jean-Baptiste Lully (1632–1687), hanno allargato il numero di questi tipi di pezzi (ad esempio Récit en taille). Nel secondo volume si trovano messe per organo con pezzi dell'ordinario e inni secondo le prescrizioni del Caeremoniale Parisiense. La terza raccolta contiene pezzi liberi funzionali, di nuovo legati in modo ciclico, sempre nell'ordine dei toni ecclesiastici. I modelli presentati da Lebègue e Nivers hanno costituito la base dello stile concertante fino al XVIII secolo inoltrato (François Couperin, Nicolas de Grigny).
Dopo che Nivers fu incaricato della standardizzazione del canto gregoriano in Francia, gli antifonari e i graduali da lui pubblicati contengono, accanto a canti tradizionali in parte accorciati e modificati, anche canti monodici da lui stesso composti (Plain-chant musical); queste edizioni ebbero numerose ristampe e rimasero in vigore fino agli inizi del XIX secolo. Nelle opere polifoniche, Nivers produsse preferibilmente mottetti a poche voci e i tipicamente francesi Motet à voix seule; questo genere si mutò in seguito sotto l'influsso dello stile virtuosistico italiano.
Con il suo Traité d'accompagnement, pubblicato in appendice ai Motets del 1689, una delle prime opere teoriche di questo tipo apparse in Francia, Nivers lasciò uno strumento significativo e una fonte eccezionalmente utile per la conoscenza della teoria musicale e della prassi della sua epoca. A questo si aggiunge il trattato Observations sur le toucher et jeu d'orgue, contenuto nel secondo volume dei suoi Livres d'orgue (1667), nel quale si trovano riflessioni sull'armonia e vengono discusse particolari questioni della prassi esecutiva come la diteggiatura, l'ornamentazione, l'ineguaglianza e la registrazione. In ulteriori scritti teorici, che all'epoca furono tenuti in grande considerazione, Nivers si dichiarò contro la solmisazione e si espresse a favore della, allora, moderna tonalità.

## Opere scelte
- Musica vocale
  - Motets à voix seule, accompagnée de la basse continue et quelques autres motets à deux voix, propres pour les religieuses, avec l'Art d'accompagner sur la basse continue, pour l'orgue et le clavecin, 1689
  - Airs spirituels et arrangements pour la Maison royale Saint-Louis de Saint-Cyr, (contiene il Cantique sur la conformité à la volonté de Dieu, Chants de Jephté, Le Temple de la paix, Opéra de la vertu, Opéra de Sceaux)
  - Te Deum (cfr. Mercure galant, febbraio 1687)
- Musica strumentale
  - Livre d'orgue contenant cent pièces de tous le tons de l'eglise, 1665 [1667]
  - Deuxième livre d'orgue contenant la messe et les hymnes de l'eglise, 1667
  - Troisième livre d'orgue des huit tons de l'eglise, 1675
  - Livre d'orgue de Marguerite Thierry (contiene composizioni attribuite a Nivers)
  - Allemande, Courante e Gigue (in intavolatura di liuto)
- Libri liturgici
  - Passioni e lamentazioni
    - Passiones D.N.J.C. cum lamentationibus Jeremiae Prophetae [perdute le edizioni del 1670 e del 1683], 1684, 1698, [Passiones e lamentationes in edizioni separate] 1719, 1723, 1741
    - Les Lamentations du prophète Jérémie, 1704

  - Per comunità e il Seminario di Saint-Sulpice
    - Canti per l'Uffizo del Seminario di Saint-Sulpice, circa 1664, biblioteca della Compagnie des prêtres de Saint-Sulpice
    - Officia propria Seminarii Sancti Sulpicii, 1668
    - Chants d'église, à l'usage de la paroisse de S. Sulpice, 1707

  - Canti delle benedettine, delle augustine e delle francescane
    - Graduale romano-monasticum ... in usum monialium [segue come sul volume] sub regula S.P.N. Benedicti militantium / Ordinis Sancti Augustini / Francisci, 1658, 1671, 1687, 1696, [1734]
    - Antiphonarium monasticum [romanum] ... in usum monialium [segue come sul volume] Ordinis Sancti Benedicti / Augustini / Francisci, 1671, 1687, 1696, [1736]
    - Le Processionel avec les saluts, 1706, [1736]

  - Per la Maison royale Saint-Louis de Saint-Cyr
    - Les Offices divins à l'usage des dames et demoiselles, 1686
    - Chants et motets à l'usage de l'église et communauté des dames ... mis en ordre et augmenté et quelques motets par Mr Clérambault, 2 voll., 1733
    - Autografi realizzati al tempo di Nivers (anche graduali autografi) negli archivi di Parigi e di Yvelines

  - Vari altri canti liturgici
    - Antiphonarium praemonstratense, 1680
    - Graduale praemonstratense, 1680
    - Antiphonarium monasticum ad usum sacri ordinis Cluniacensis, 1693
    - Graduale romanum, juxta missale sacro-sancti Concilii Tridentini, 1697, [1706]
    - Antiphonarium romanum, juxta breviarium sacro-sancti Concilii, 1701, [1723]
    - Processionale romanum, 1723
- Scritti e opere didattiche
  - Table e Remarques sur les huit tons de l'église. Observations sur le toucher et jeu d'orgue. Dénombrement des jeux ordinaires de l'orgue, in Livre d'orgue, 1665
  - Méthode facile pour apprendre à chanter la musique, par un maistre celebre de Paris, 1666, [1670, 1682, 1696, 1702] (attribuito)
  - Traité de la composition de musique, 1667, [1712], in nederlandese, 1697
  - Dissertation sur le chant grégorien, 1683
  - Observations [sull'accompagnamento, l'ornamentazione e la disposizione dei mottetti], in: Motets à voix seule, 1689
  - L'Art d'accompagner sur la basse continue pour l'orgue et le clavecin, in Motets à voix seule, 1689
  - Méthode certaine pour apprendre le plein-chant de l'eglise, 1698, [1699, 1706, 1708, 1711, 1745, 1749]
  - Manière de toucher l'orgue dans toute la propreté et delicatesse qui est en usage aujourdhuy à Paris (attribuito)
  - La Musique des enfans, perduto (attribuito)